# Amantis longipennis
Amantis longipennis là một loài bọ ngựa đặc hữu của Việt Nam.